# Hypothyris latipennis
Hypothyris latipennis är en fjärilsart som beskrevs av Günter Theodor Tessmann 1928. Hypothyris latipennis ingår i släktet Hypothyris och familjen praktfjärilar. Inga underarter finns listade i Catalogue of Life.